# Organisation de coopération et de coordination pour la lutte contre les grandes endémies
L’Organisation de coordination et de coopération pour la lutte contre les grandes endémies ou OCCGE est une structure de coopération sanitaire regroupant des états d'Afrique occidentale francophone (ex AOF) dont l'objectif est la lutte contre les grandes endémies en Afrique occidentale. Elle a exercé ses activités de 1960 jusqu'en 1998, date à laquelle elle fusionne dans l'organisation ouest africaine de la santé (OOAS).

## Naissance
Cette organisation naît au moment de l'indépendance des États africains. Le spécialiste de médecine tropicale Pierre Richet milite auprès des différents pays pour que soit créé un service qui pourrait prendre la suite du service des grandes endémies (créé dès 1939 par le médecin colonel Muraz) devenu SGHMP (service général d'hygiène mobile et de prophylaxie). En 1960, il obtient la création de l'OCCGE qui regroupe les actions de huit pays africains  Côte d'Ivoire, Dahomey, Haute-Volta, Mali, Mauritanie, Niger, Sénégal et Togo et la France. Le siège de l'OCCGE est alors fixé à Bobo-Dioulasso.
L'organisation voit le jour en avril 1960 et son premier secrétaire général est  Pierre Richet. L'OCCGE est dirigée par un conseil d'administration à la tête duquel alterne année après année un ministre de chaque pays africain concerné. Participe également à ce conseil un représentant de la coopération française,.
En 1963, naît une organisation analogue concernant l'Afrique centrale : l'Organisation de coordination et de coopération pour la lutte contre les grandes endémies en Afrique Centrale OCEAC. 

## Activités
L'OCCGE a pour objectif de lutter contre les maladies endémiques en Afrique occidentale en coordonnant les campagnes de lutte contre les maladies telles la lèpre, la trypanosomiase ou le paludisme. En fédérant les états concernés, elle peut espérer réaliser des économies d'échelle et engager un politique cohérente d'action et de financement. Son activité se veut plus régionale que locale. 
Son action se porte principalement sur la lutte contre la maladie du sommeil, le dépistage et le soin de la lèpre, l'observation et le traitement des anémies nutritionnelles, la lutte contre l'onchocercose.
l'OCCGE dispose de plusieurs centres de recherche dont le centre Muraz (trypanosomiase et autres maladies tropicales), l'institut Marchoux (lèpre), l'IOTA (Institut d'ophtalmologie tropicale de l'Afrique), l'ORANA (organisme de la recherche en alimentation et nutrition africaine) et le CRAN (centre de recherche en alimentation et nutrition),  auxquels s'ajoute plus tard l'institut Pierre Richet (onchocercose) et l'institut de Niamey (bilharziose et méningite).

## La crise et la fusion
La prise d'indépendance des différents états membres de l'OCCGE déplace les préoccupations de santé de l'organisme vers les services de chaque état. L'organisme perd alors une grande partie de ses moyens de fonctionnement. En 1988, l'OCCGE, fortement endetté ne peut plus faire face à ses dépenses de fonctionnement. Le pôle recherche et conférence, soutenu par des investisseurs continue à jouer un rôle actif tandis que le fonctionnement de base manque de financement. Des effectifs pléthoriques, des programmes essentiellement locaux au lieu d'être régionaux remettent en cause la vocation d'un tel organisme).
Les états membres décident d'en nationaliser les différents centres le constituant : l'institut Marchoux à Bamako, le centre Muraz à  Bobo-Dioulasso, l'institut Pierre Richet à Bouaké.
Considérant que les frontières linguistiques ne devaient pas être un obstacle à la coopération sanitaire en Afrique de l'Ouest, les gouvernements des 15 pays de la Communauté économique des États de l'Afrique de l'Ouest (CEDEAO) on décidé en 1987 de fusionner l’OCCGE et la West African Health Community (WAHC). L'OCCGE a alors été dissoute en 2000 au profit de la toute nouvelle Organisation ouest-africaine pour la santé (OOAS),,.

## Webographie
- Biographie de Pierre Richet
- Benjamin Kokou Alonou, La politique sanitaire de l'organisation de coordination et de coopération pour la lutte contre les grandes endémies (OCCGE) 1960 - 1998, Revue du CAMES - Nouvelle Série B, Vol. 008 N° 1-2007 (1er Semestre)
- Jean Coz, Les maladies tropicales et la recherche en Afrique noire francophone, La documentation française, Paris 1987.
- Le centre Muraz sur le site de l'Association Amicale Santé Navale et d'Outre-Mer